# قاردن سيتي (الخرطوم)
قاردن سيتي أو غاردن سيتي حي سوداني يقع في ولاية الخرطوم داخل مدينة الخرطوم وهو من أميز احياء الخرطوم جمالاً وشكلاً وهدوءاً.
 قاردن سيتي من أغلى الأراضي في مدينة الخرطوم. شكل أرتفاع أسعار الأراضي السكنية في الخرطوم (العاصمة السودانية) ظاهرة لافتة في الآونة الأخيرة وبوجه خاص في احياء الخرطوم واحد، والخرطوم اثنين، والرياض وجاردن سيتي والطائف والمعمورة والمنشية. يقول علماء الاقتصاد قفزت أسعار الأراضي والمباني بشكل قياسي تجاوز كل التوقعات في نهاية حقبة التسعينات في الخرطوم. ونجد ان السودانيين القدامى لديهم حكمة قديمة بالنسبة لاقتناء الأرض، فهي لا تبور ولا تضيع، وهي وجاهه لأنها ملك، وهي ثراء لأنها مال، وهي عز لأنها لا تجعل صاحبها في موضع ازمات مالية فهي تحل كل الاشكالات.

## الموقع
يحده شرقاً معرض الخرطوم الدولي وغرباً جامعة الرباط الوطني ومن الشمال شارع النيل وجنوباً شارع معرض الخرطوم الدولي.

## التسمية
نجد في الآونة الاخيرة طـغت الأسماء الأجنبية والعربية علي حـساب السـودانية. اسم الحي «قاردن سيتي» وهو ترجمة للتعبير الإنجليزي «مدينة الحدائق» وتأتي هذة التسمية تيمناً بالحي المصري في مدينة القاهرة المصرية يرجع لنهوض الحي من تحت عباءة مزهرة وأشجار تظلل المكان وفخامة في كل الانحاء.
بعد اسـتقلال السودان كان لابـد من «سـودنة» كل شـئ أجنبـي وتغيـره بأسـماء سودانية وإزالة أي رموز تبقي الأسماء القديمة علي حالها. كوِّنت لجنة برئاسة بروفيسور يوسف فضل وآخرين من الشخصيات الضالعة في تاريخ السودان والتوثيق لكي يقوموا بإعادة النظر في أسماء الأحياء، المناطق والشوارع ومسمياتها والاحتفاظ بالأسماء ذات الصلة التاريخية والوطنية والثقافية والأدبية وأسماء تكون بديلة وأخرى جديدة تعرف بها الشوارع والحدائق والميادين العامة تطلق اسماؤهم عليها. وانعقدت اللجنة وتوصّلت إلى كثير من الأسماء لكي تطلق على الميادين والشوارع ما تعرف به ولم تغفل الشوارع الفرعية والجانبية، وكان اختيارها في الأسماء يستند على معلومات دقيقة وخلفية تاريخية لكل اسم يختار لتصبح له دلالته وفق معايير التقديم والتذكير والتخليد. ولكن كثير من المناطق صعب تغييرها وذلك لما اطلقه المواطون وسار الاسم عليها.

## المناخ
حي قاردن سيتي في مدينة الخرطوم التي تعتبر واحدة من المدن الرئيسية الأكثر حرارة في العالم. فقد تتجاوز درجات الحرارة فيها 48 درجة مئوية في منتصف الصيف، إلا أن المتوسط السنوي لدرجات الحرارة القصوى يبلغ حوالي 37.1 درجة مئوية، مع ستة أشهر في السنة يزيد المتوسط الشهري لدرجة الحرارة فيها عن 38 درجة مئوية. وفي كل الأحوال فأن درجات الحرارة في الخرطوم تهبط بمعدلات كبيرة خلال الليل، إلى أدنى من 15 درجة مئوية في شهر يناير / كانون الثاني وقد تصل إلى 6 درجات مئوية عند مرور جبهة هوائية باردة.

## التعليم
نجد ان التعليم في السودان في تطور مستمر ومناهج التعليم السودانية كذلك تتطور حسب الحقب التاريخية فالتعليم ما قبل التركية وعهد التركية والمهدية والحكم الثنائى والاستقلال في الفترة من 56-2004 م، وهنالك كثير من الايجابيات والسلبيات التي صاحبت تطور المناهج في مراحل التعليم المختلفة.وتطور التعليم يسهل مطابقة المنهج للثورة التعليمية التي حدثت في السودان خلال الحقب الناتجة المتمثلة في التقدم التكنلوجى ووسائل الاتصال والتقنية الحديثة ومدى مطابقتها لمتطلبات أوجه المجتمعات المحلية.

### جامعة قاردن سيتي
- تأسست جامعة قاردن سيتي بموجب مرسوم حكومي عام 2003م (تعديل 2008) باسم «كلية قاردن سيتي للعلوم والتقنية» كمؤسسة تعليم عالي خاصة وغير ربحية.
- وبدأت بتقديم برنامجين على مستوى درجة البكالريوس، وأربعة برامج دبلوم في مجالي الهندسة الالكترونية وتقنية المعلومات. وكان مجمل عدد الطلاب الملتحقين بهذه البرامج 33 طالباً يقف على تعليمهم عدد 9 من أعضاء هيئة التدريس المؤهلين.
- تحتوي الجامعة على 6 كليات على مستوى درجة البكالريوس تغطي، إضافة إلى المجالين المذكورين آنفاً، 4 مجالات أخرى: هندسة العمارة، العلوم الادارية، الوسائط المتعددة وعلوم الاتصال.

ويفوق عدد أعضاء التدريس بالكلية الخمسين استاذاً.

## الأبراج بقاردن سيتي
نجد ان الحي به كمية من الأبراج العالية والفنادق الراقية المتميزة والعمارات السكنية، يقطنها عدد من الأسر والشخصيات المعروفة على مستوى السودان، أما بقية السكان فمعظمهم من أساتذة الجامعات والأطباء والمهندسين، بالإضافة إلى عدد من الأجانب الذين يستأجرون الشقق من بعض الملاك غير المقيمين بالعمارات حالياً.

### فندق جاردن سيتي
يقع في ضاحية جاردن سيتي التي تمتاز بالهدوء والوسط الراقي ويقع الفندق على بعد (7) دقائق من المطار وغرب معرض الخرطوم الدولي. وعلى بعد خطوات من النيل الأزرق.

## سكان حي قاردن سيتي
- وترجع خصوصية جاردن سيتي لخصوصية سكانه، فجميعهم من الطبقة الارستقراطية، طبقة النخبة، التي شكلت المناخ الاجتماعي والاقتصادي والسياسي.

حظي حي قاردن سيتي بتركيبة سكانية من الاثرياء وشرائح اجتماعية تمثل وجهاء المجتمع وكبار السياسين ورجالات الدولة.